# Đurinci

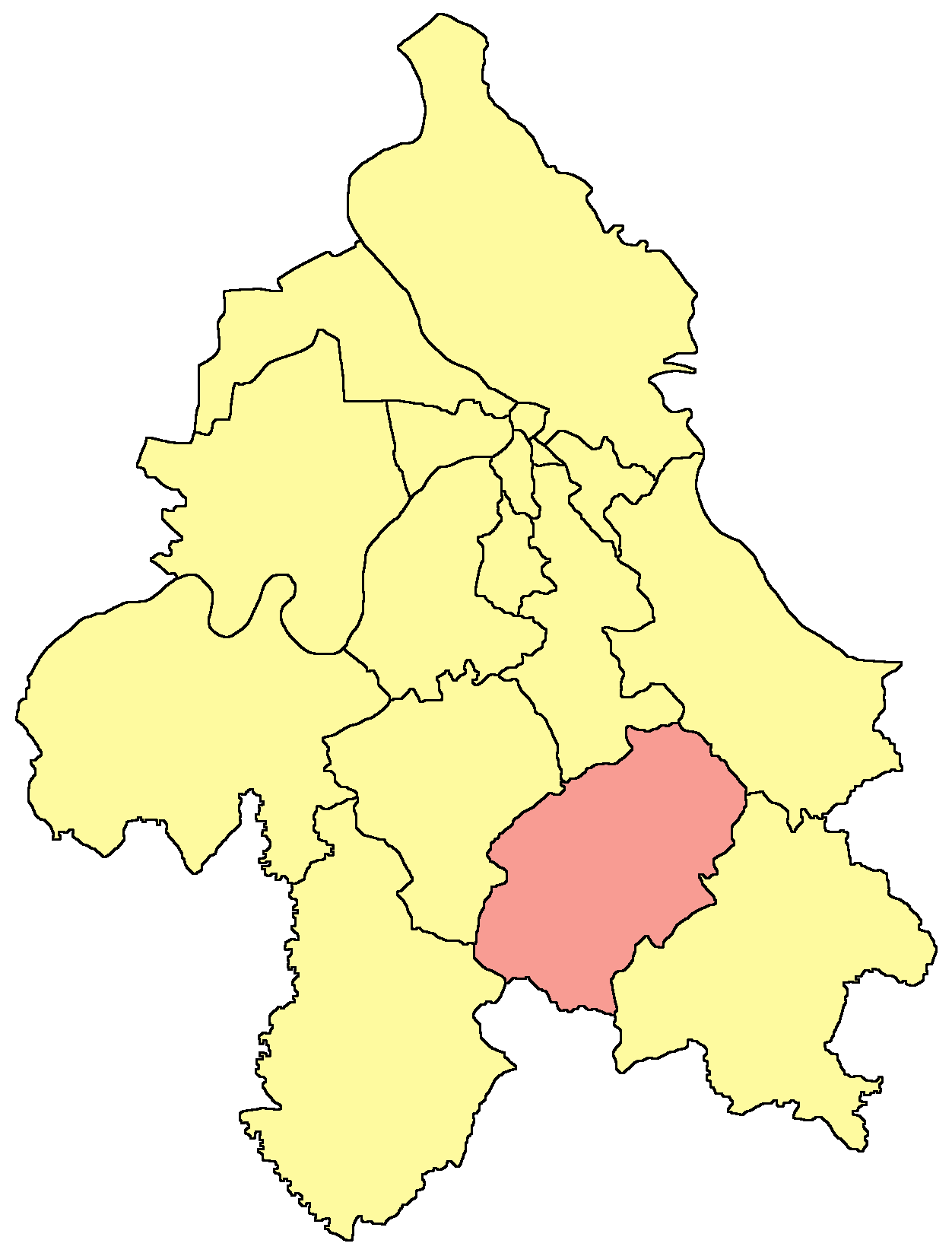
Localisation de la municipalité de Sopot dans la Ville de Belgrade

Đurinci (en serbe cyrillique : Ђуринци) est un village de Serbie situé dans la municipalité de Sopot et sur le territoire de la Ville de Belgrade. Au recensement de 2011, il comptait 970 habitants.

## Démographie

### Évolution historique de la population
| 1948  | 1953  | 1961  | 1971  | 1981  | 1991  | 2002  | 2011 |
| ----- | ----- | ----- | ----- | ----- | ----- | ----- | ---- |
| 1 090 | 1 079 | 1 181 | 1 092 | 1 210 | 1 255 | 1 088 | 970  |

|  |